# Lerik (Azerbaïdjan)
Pour les articles homonymes, voir Lerik.

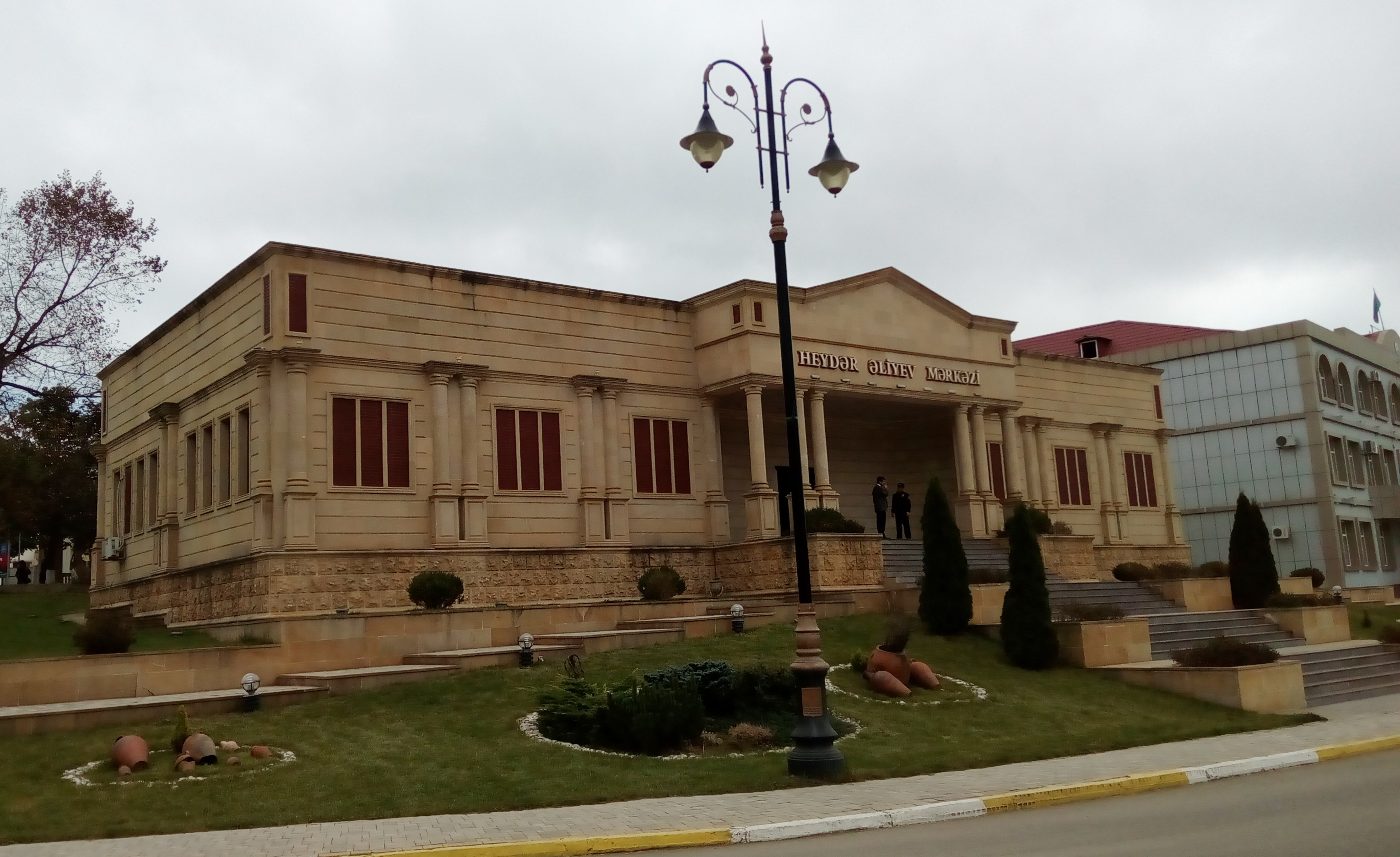
Centro Lerik Heydar Aliyev

Lerik est la capitale du raion de Lerik en Azerbaïdjan. En 2009, sa population était de 7 301 habitants.

## Histoire
Le village de Lerik faisait partie du raion de Lenkaran dans la province de Bakou. En 1930, il devint le centre administratif de la région de Zuvand de la RSS d'Azerbaïdjan, renommée en 1938 en Lerik.
Selon la liste des localités peuplées de la province de Bakou datant de 1870, établie selon la description camérale de la province de 1859 à 1864, dans le village de Lerik, dans le district de Lenkaran, il y avait 58 cours, peuplées de Talych-Chiites, qui comptaient 400 habitants. Selon le «calendrier caucasien» de 1915, 805 personnes vivaient à Lerik, principalement à Talych.
Selon le recensement de 1979, 4 503 personnes vivaient à Lerik et, selon le recensement de 1989, 5 824 personnes.

## Géographie et climat

### Relief
Le territoire de la région de Lerik est situé sur le territoire de la crête de Talych. Il est bordé par Yardimly au sud et sud-ouest, Lenkaran au nord-est, Masalli au nord-ouest et Astara au sud-est. Les plus hauts sommets - Kozyrgoy (2 492 m) et Kizyourd (2 433 m) se trouvent sur la crête de Talych. Fondamentalement, le terrain est constitué de roches sédimentaires volcaniques paléogènes.

### Nature
Végétation Lerik se compose principalement de prairies arborées denses et rares et de forêts de montagne. Le chêne, l'aubépine, l'arachide, le noyer et le pin eldar poussent dans les forêts.

### Climat
Il pleut souvent en automne à Lerik. La température moyenne varie de 1 à -4 °C en janvier et de 22 à 12 °C en juillet. Les précipitations annuelles varient de 300 mm à 800 mm.

### Réserves naturelles
Réserve d'état de Zuvand se trouve à Lerik. La végétation de la région se compose principalement de prairies rares et de forêts de montagne (chênes, aubépines, hêtres, noyers, bois de fer). La zone couvre 40 300 hectares de couvert forestier. Il y a dans ces forêts des renards, des loups, des ours, des sangliers, des sangliers et d'autres animaux sauvages. 

## Indigènes célèbres
Mirfaig Ganiev est un athlète azerbaïdjanais qui évolue dans la boxe thaïlandaise professionnelle. Champion d'Europe Junior, Vainqueur de la Coupe d'Europe, Champion Azerbaïdjanais.
Markhamat Tagiyev est un combattant azerbaïdjanais d'arts martiaux mixtes. Champion du monde, double champion d'Eurasie, multiple champion d'Azerbaïdjan, vainqueur et médaillé des tournois internationaux de combat universel, judo.

## Monuments historiques et architecturaux
La grotte Buzeir est l'une des plus anciennes colonies de l'âge de pierre de l'Azerbaïdjan. Du XVIIIe   au   XIXe siècle, le célèbre archéologue français Jacques de Morgan, C. Schaffer et son frère Henri ont qualifié Lerik de «paradis archéologique». Le célèbre archéologue H. Hummel confirme l'authenticité des spécimens matériels et culturels trouvés à Lerik dans la région de Lerik à l'époque néolithique. La professeure Assadoulla Djafarov, chef du département d'archéologie et d'ethnographie de l'Institut d'histoire de l'Académie des sciences, a effectué des recherches dans la région de Lerik et a découvert le camp humain antique du Paléolithique moyen dans la grotte de Buzeir.